# 夏尔一世·德·布朗什福尔·德·克雷基
夏尔一世·德·布朗什福尔·德·克雷基（Charles Ier de Blanchefort de Créqui，1578年—1638年）法國國王路易十三時代的法国元帅。
1594年在拉昂城下首次作戰，1621年攻克圣让当热利時受傷，晉升法國元帥。1624年參加支援薩伏依的整個皮埃蒙特戰役，他是王室總管弗朗索瓦·德·博纳·德·莱迪吉埃的女婿。
- 本条目包含来自公有领域出版物的文本: Chisholm, Hugh (编).  (第11版). London: Cambridge University Press. 1911.